# آلبرت گورینگ
آلبرت گورینگ (انگلیسی: Albert Göring؛ ۹ مارس ۱۸۹۵ – ۲۰ دسامبر ۱۹۶۶) یک بازرگان اهل آلمان بود. وی برادر کوچکتر هرمان گورینگ بود.